# Saint George (Dominica)
Saint George is een parish van de eilandstaat Dominica. De hoofdstad Roseau bevindt zich in de parish.

## Trafalgar
Trafalgar was een voormalige koffieplantage die vernoemd was naar de Slag bij Trafalgar, maar wordt lokaal Kai Cheay genoemd. In de jaren 1840 werd het een suikerrietplantage. In 1954 werd een waterkrachtcentrale gebouwd aan de klippen. In de jaren 1960 ontwikkelde het dorp zich als uitgaanscentrum met twee discotheken. Op het eind van de 20e eeuw werd het een voorstad van Roseau. In 2011 telde Trafalgar en Shawford 959 samen inwoners.

## Trafalgar Falls
De Trafalgar Falls bevinden zich ongeveer 10 minuten lopen van het dorp Trafalgar. Het zijn twee watervallen naast elkaar. De grote waterval heet Papa Falls. Hij heeft een hoogte van 38 ml, en watert af in een zwavelhoudende warmwaterbron. De kleine waterval heet Mama Falls. Deze heeft een hoogte van 23 m, maar een groter volume aan water, en watert af in een meer. In 1995 was er een aardverschuiving met als gevolg dat er zich nu rotsblokken tussen de meren en watervallen bevinden. De watervallen zijn een onderdeel van het Nationaal park Morne Trois Pitons en tegen betaling te bezichtigen.

## Morne Bruce
Morne Bruce is een heuvel die uitkijkt over de hoofdstad Roseau. Op de heuvel bevinden zich de ruïnes van de verdedigingswerken van het garnizoen. De heuvel is vernoemd naar James Bruce, een kapitein in de Royal Engineers die de verdedigingswerken ontworpen had. In 1854 verloor het fort zijn militaire functie. De heuvel geeft een panoramisch uitzicht over de stad en de zee.

## Wotton Waven
Wotton Waven is een dorp op de Wotton Waven caldeira op een hoogte van ongeveer 200 meter. Het was oorspronkelijk een koffieplantage vernoemd naar het Engelse dorp Wootton Wawen. Na de afschaffing van de slavernij in 1833 werd een dorp bij de plantage gesticht door de voormalige slaven. In de jaren 1840 werd het een suikerrietplantage. Bij Wotten Waven bevinden zich fumarolen en warmwaterbronnen, en zijn verschillende kuuroorden gesticht. In 2011 telde Wotton Waven 313 inwoners.

## Andere dorpen
Roseau is de grootste plaats en is tevens de hoofdstad van het land. Andere dorpen zijn:
- Bellevue Chopin
- Eggleston
- Giraudel
- Laudat
- Loubiere
- Morne Prosper
- Wallhouse

## Galerij

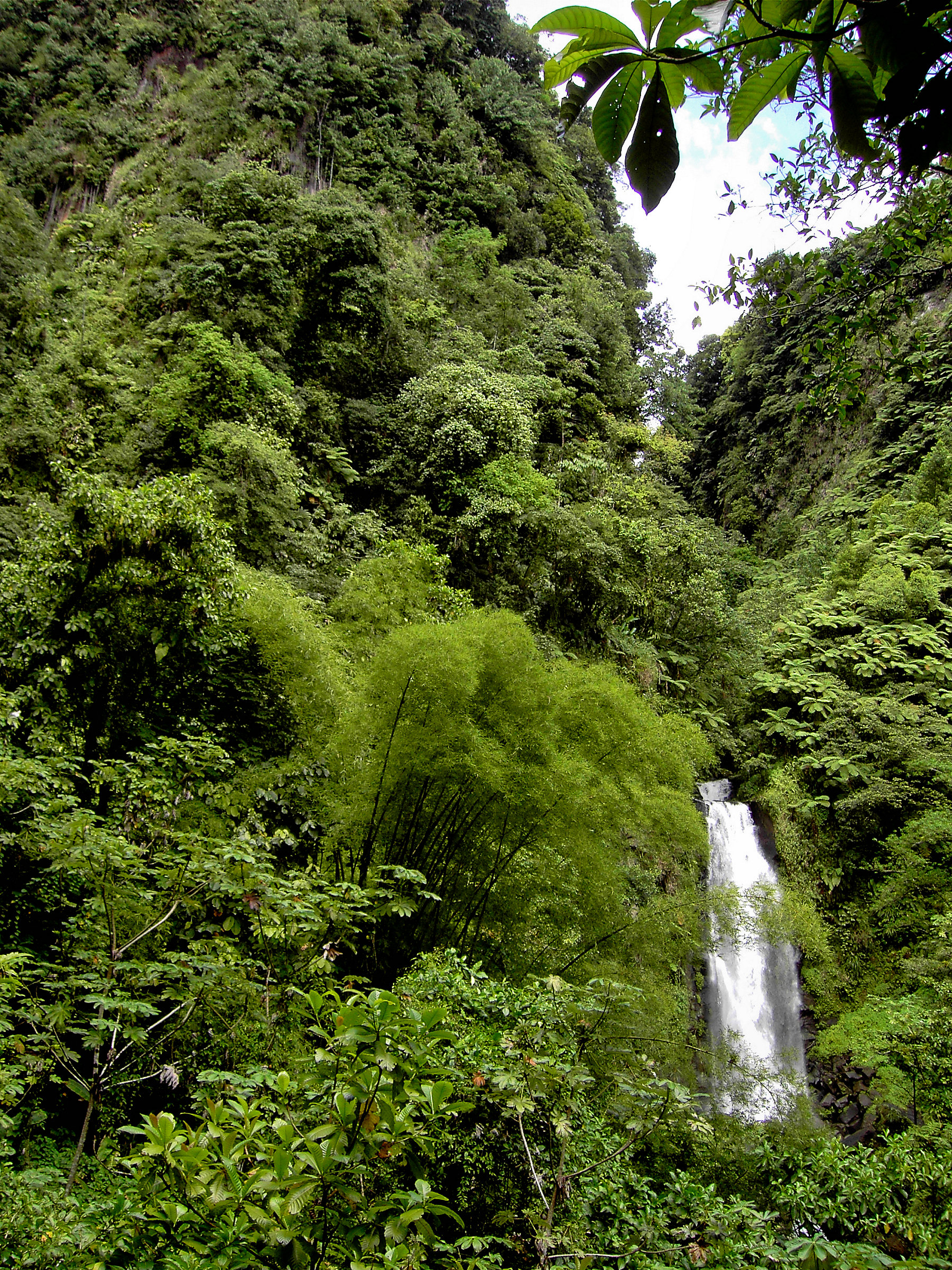
Regenwoud bij de Trafalgarwatervallen
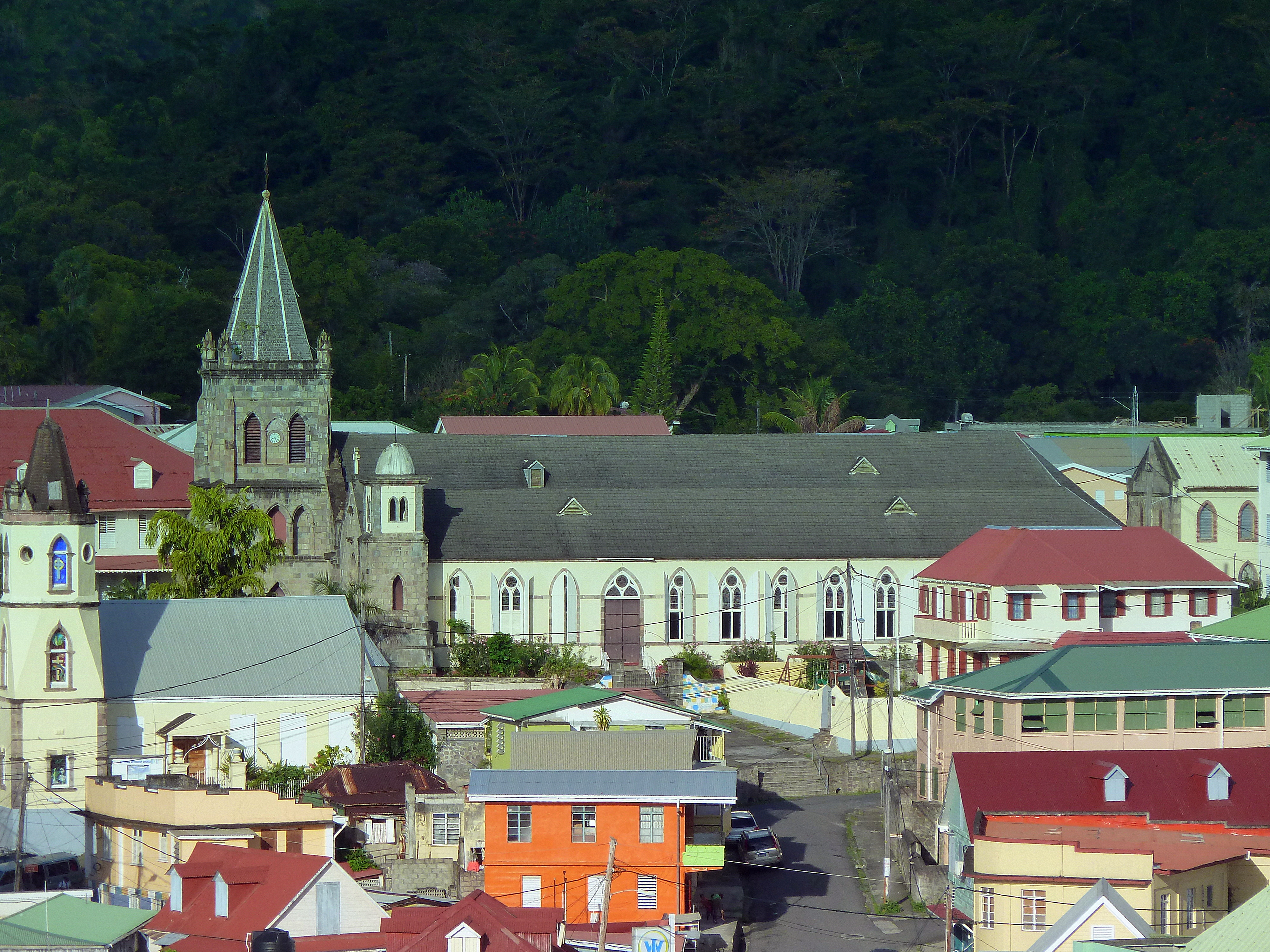
Bethesda methodistenkerk (links) en Our Lady of Fair Haven Cathedral in Roseau
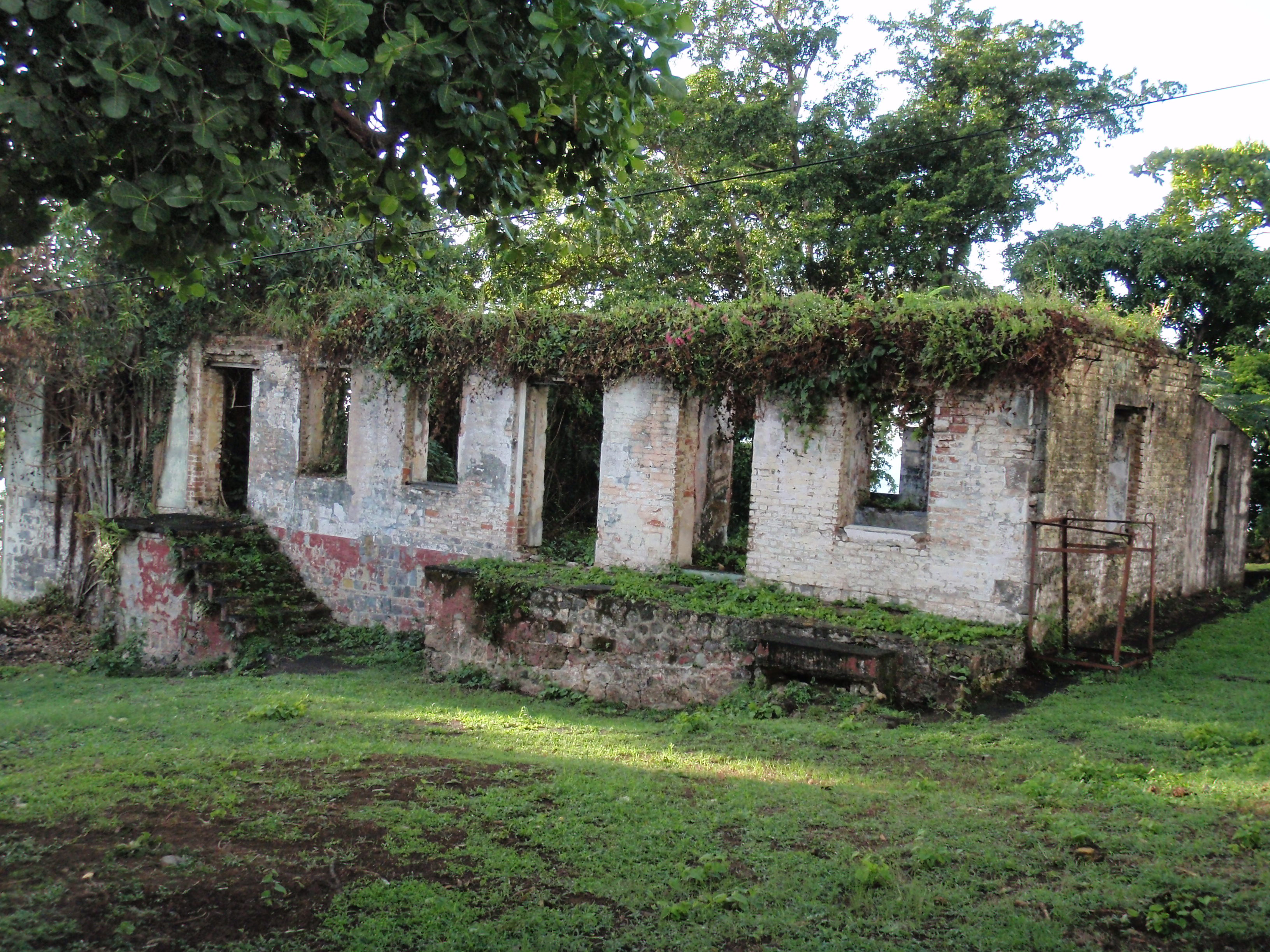
Morne Bruce
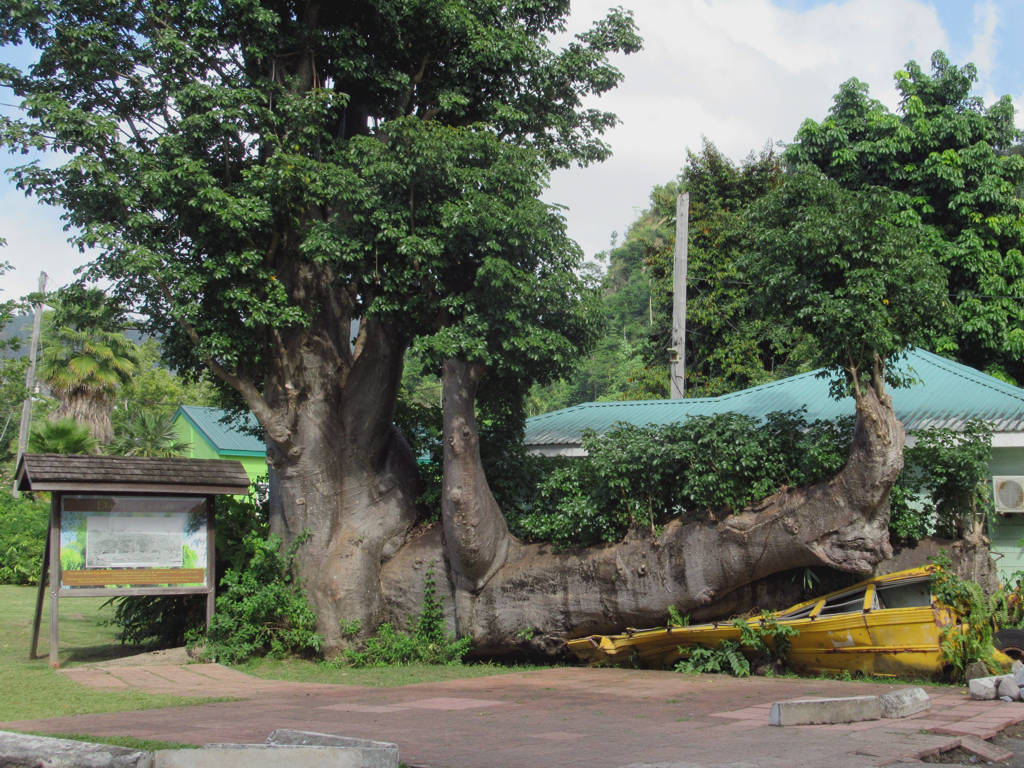
In 1979 tijdens orkaan David viel een baobab op de schoolbus

Saint Andrew · Saint David · Saint George · Saint John · Saint Joseph · Saint Luke · Saint Mark · Saint Patrick · Saint Paul · Saint Peter